# Celosia nitida
Celosia nitida är en amarantväxtart som beskrevs av Vahl. Celosia nitida ingår i släktet celosior, och familjen amarantväxter. Inga underarter finns listade i Catalogue of Life.